# اکودا
اکودا (به انگلیسی: Akoda) یک منطقهٔ مسکونی در هند است که در مادایا پرادش واقع شده‌است.

## خصوصیات
اکودا ۱۱٬۰۳۴ نفر جمعیت دارد.